# 초남역
초남역(Chonam station, 草南驛)은 전라남도 광양시 광양읍 초남리에 있는 광양제철선의 철도역이다. 인근에 초남산업단지가 있다.

## 연혁
- 1987년 9월 21일 : 신호장으로 영업 개시[1]
- 2011년 : 역사 신축